# 遠藤聖大
遠藤 聖大（えんどう しょうた、1990年10月19日 - ）は、石川県鳳至郡（現：鳳珠郡）穴水町出身で、追手風部屋所属の現役大相撲力士。本名同じ。身長184.0cm、体重150.0kg、血液型はAB型。得意手は突っ張り、左四つ、寄り。最高位は西小結（2018年5月場所、2019年9月場所-11月場所、 2020年3月場所、2020年9月場所）。締め込みは紫色、鮮やかな赤色、金色の3本を持っている。

## 来歴

### 相撲を始めてから高校卒業まで
幼少期の遠藤はすぐに拗ねる子で父親もそんな遠藤に礼儀や忍耐を身につけさせる目的で相撲教室に参加させた。これが遠藤の相撲人生の始まりであった。穴水町相撲連盟副会長の上野勝彦は当初の印象を「周囲の子に比べて背は大きかったが、泣いてばかり。相撲は途中でやめるのではと思っていた」と話し、遠藤は現に上野を恐れて稽古を逃げたこともある。小学1年生の頃より強制されるような経緯で稽古を始めただけに、最初のうちは相撲のことを好きになれず、稽古を逃げた際には祖父の家に匿ってもらうことが多かったという。相撲が好きになったのは小学5年生の頃であり、2002年の金沢巡業で当時大関だった朝青龍に会ったことが転機となった。小学生の頃は相撲を習う傍らでバスケットボール部にも所属していたといい、本人が後年『スラムダンク』に影響されていたことや、家の前にあったゴールリングの前で毎日暗くなるまで練習していたことを話している。
小学校卒業後、地元の穴水町を始めとして能登地方の中学・高校の多くで相撲部が休部状態に陥っているという事情から相撲を続けるために12歳で親元を離れて金沢市に転住。監督の家に下宿しながら、小学校時代も週7回稽古していたのと同じように、相撲ばかりの毎日を過ごした。金沢市立西南部中学校は遠藤が入学した当初にようやく同好会から部に昇格したばかりであった。
金沢西南部中2年次に行われた中部日本選抜中学生相撲大会では、中学・高校で1学年上の矢鋪光太郎（のちの栃乃里）を決勝で破り個人優勝。団体戦でも優勝を果たした。
金沢西南部中相撲部の顧問によると、明るくてユニークで華があり、運動神経抜群で勉強にも熱心であったという。握力は普通の生徒の3倍で、バスケットボールも上手で各運動部が欲しがっていたとのこと。
金沢学院東高校相撲部時代は団体・個人共に活躍し、3年次に高校相撲金沢大会と選抜高校相撲十和田大会でそれぞれ優勝した。3年時のインターハイ個人戦1回戦では立合いに計10分を要した。以降決して「待った」をしないよう心掛けるようになった。

### 日大時代
高校卒業後は日本大学経済学部経済学科に進み、1年時から団体戦レギュラーとなった。19歳の時には食事に訪れた店で偶然朝青龍と対面し、「いい体をしているな。プロに入るのか? 頑張れよ」と声を掛けられた。3年時の後半は怪我に苦しみ右膝の靭帯損傷により半年近くまともな稽古ができず、手術を避けながら稽古土俵の外で四股を踏むしかない時期を過ごしたがこれを乗り越えて4年次には団体戦の主将を務めた。個人戦では全日本相撲選手権大会優勝（アマチュア横綱）および国体相撲成年個人の部A優勝（国体横綱）という2つのビッグタイトルを取得した。これにより、市原孝行（後の幕内力士）以来史上2人目となる幕下10枚目格付出の資格も取得することになった。

### 入門から新入幕まで
アマチュア横綱獲得を最後にアマチュア相撲の試合は全て終わり、高校教師やプロ入りといった複数の選択肢から、同郷出身で日大の先輩でもある追手風親方（元幕内・大翔山）が師匠を務める追手風部屋に入門することを選んだ。2013年2月14日に記者会見を行って入門を正式表明、記者会見では日大出身者で唯一横綱となった石川県出身の輪島が目標と語った。同月20日に日本相撲協会の理事会で幕下付出入門が承認され、3月2日に行われた新弟子検査も無事合格。貴闘力の証言によると、出身地の関係から小学校時代には既に追手風部屋への入門が既定路線であったとのこと。場所直前の3月3日には、前日に焼き肉をたらふくご馳走になった上に弁当三つを平らげたことで朝から苦しい思いをした中、部屋の力士達との申し合いで20勝2敗と圧倒し、さらに食べ過ぎによる体調不良があったとはいえ「70～80%の力で稽古しました」と豪語してみせた。同年3月場所、本名の「遠藤」を四股名として初土俵を踏んだ。
初土俵場所は7戦全勝優勝で所要1場所での新十両を目標としていたが、3番相撲（6日目）で祥鳳に突き落としで敗れてプロ初黒星となった。初黒星を喫した直後は「気持ちの切り替えが大事」と語っていたが、さらに4番相撲も続けて敗れたため、幕下優勝も1場所での新十両もともになくなった。その後は2番とも白星でデビュー場所は5勝2敗で終えた。
2013年5月場所は東幕下3枚目で5勝2敗の成績で終えた。5月場所後に行われた7月場所番付編成会議では新十両昇進が決まった。しかしながら本人も師匠の追手風親方も「5月場所の成績では（十両への）昇進は難しいだろう」と考え、7月場所での新十両昇進を予想していなかった。翌場所から蒼国来の番付復帰が決まっていたため成績上幕下へ陥落が確実な3人に加えて1人多く落とす必要があったが、不公平がないよう単純計算で東14枚目相当の力士を3人とも幕下へ降格させたためこのような事態となった。このことから、当初は関取となってから四股名を付ける予定であったものを準備不足を理由に見送り、7月場所は本名のままで土俵に上がることになった。新十両で迎えた7月場所は4日目に徳真鵬に敗れたものの、終始他を寄せ付けない圧倒的な強さで13日目に栃乃若を破り、千秋楽を待たずに2012年1月場所の千代大龍以来となる新十両での優勝を決め、千秋楽も勝って14勝1敗で終えた。新十両での14勝は1950年9月場所の米川（後の横綱・朝潮）以来史上2人目、実に63年ぶりだった。9月場所では新入幕。史上4人目となる十両1場所通過、幕下付出から史上最速の所要3場所での新入幕だった。勝ち続けている中で流れを変えないために四股名はまだ付けず、本名で入幕することになった。

### 入幕後

#### 2013年
新入幕の9月場所は、初日大歓声の中、豊真将に寄り倒しで敗れ、黒星スタートとなったが、2日目の佐田の富士戦で幕内初勝利を挙げた。11日目の旭天鵬戦で勝ち越したが、12日目の德勝龍戦で左足首を負傷。皆勤すれば三賞を受賞する可能性も場所中取り沙汰されていたが、13日目の栃煌山戦で悪化させてしまい、「左足関節捻挫で約3週間の安静加療を要する見込み」との診断書を提出して14日目から途中休場した。場所後の秋巡業には参加したものの、申し合いには参加しないで軽い調整に留まり、さらに捻挫だけでなく剥離骨折、さらにはアキレス腱炎まで発覚したが、11月場所には出場する意向を示している。11月場所では2日目の宝富士戦で左足の重傷を抱えた身ながら34秒4の長い相撲を記録するなど怪我を押した相撲を披露したが結局は6勝9敗に終わり入門以来初の負け越しを経験した。

#### 2014年

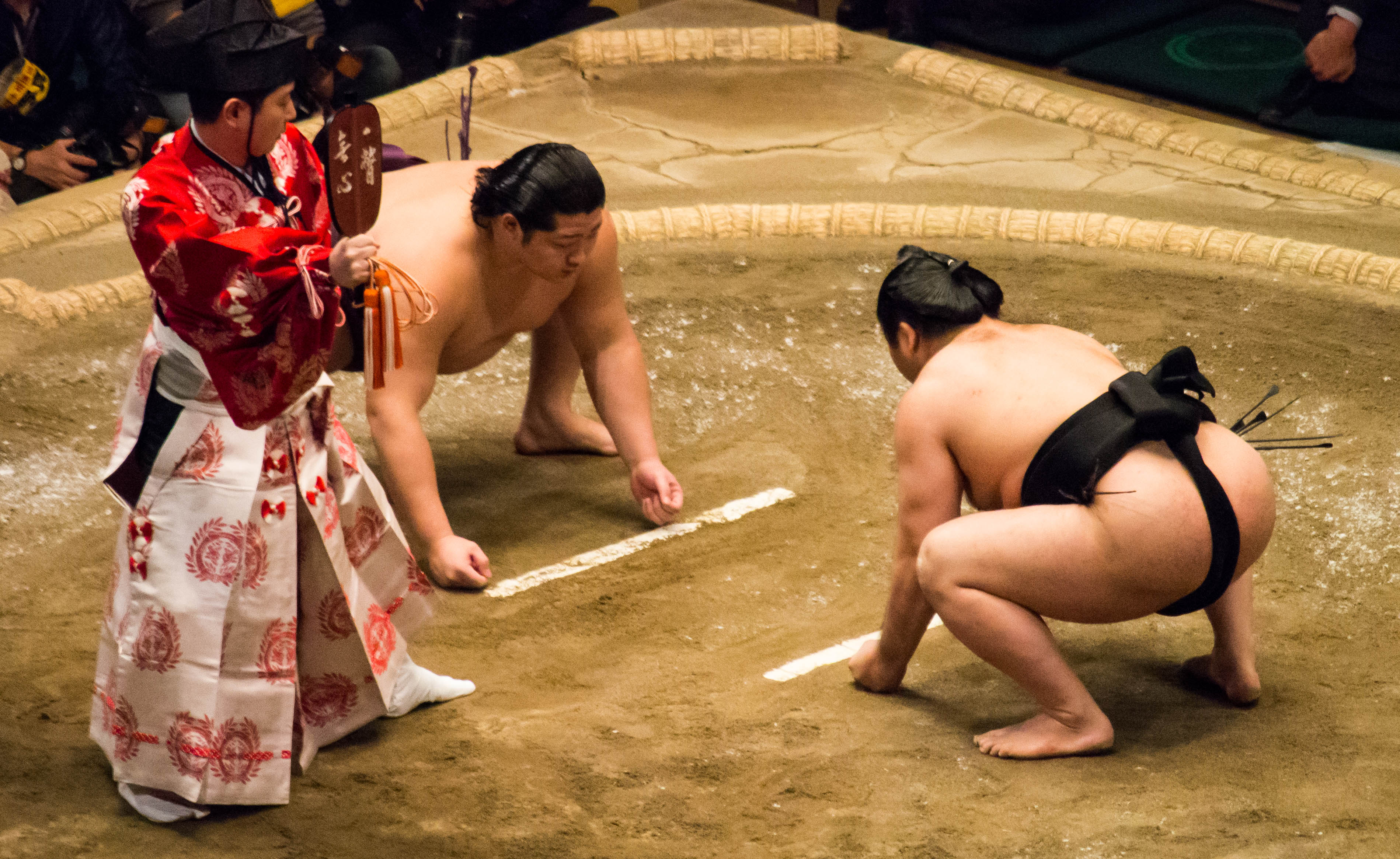
遠藤聖大、左側（2014年）

翌2014年1月場所は初日に翔天狼に敗れたが、その後は白星を重ね、12日目に大関・琴奨菊との取組が組まれた。初土俵から所要6場所での大関戦は雅山に次ぐ2位タイのスピード記録。もし勝てば長岡（のち大関・朝潮）に並び史上最速タイの6場所での大関撃破だったが、その一番では琴奨菊に何もできずに完敗。翌13日目に大関特例復帰を懸けた関脇・琴欧洲と対戦し見事に勝ち、三役力士から初白星を挙げ、そして自身初の幕内二桁勝利を記録した（なお琴欧洲はこの敗戦で6敗目を喫し特例復帰がなくなったため、遠藤に引導を渡された形となった）。14日目に里山に勝ち、敢闘賞の受賞が決まった。初土俵から6場所での三賞獲得は、5場所の雅山（1999年3月場所）に次ぐ、歴代2位のスピード記録である。千秋楽は貴ノ岩に敗れたものの11勝4敗の好成績で場所を終えた。2014年3月場所5日目の稀勢の里戦ではザンバラ髪の力士として年6場所制となった1958年以降で初となる大関戦勝利を果たした。初土俵から7場所目で大関・横綱から白星を獲得したのも2位タイの記録である。この場所勝ち越せば年6場所制定着（1958年）以降最速タイとなる初土俵から所要7場所での新三役が確実となったが14日目に8敗目を喫し、6勝9敗の成績に終わった。
東前頭4枚目に下がった5月場所であったが、直前の5月8日には部屋で幕下以下の力士達だけを相手としたが80番取った。2014年の時点でも関取が1日の稽古で30番を超える相撲を取ることは珍しく、異例の猛稽古となった。この場所が4日目に新横綱・鶴竜を破り初金星を獲得したが、他の横綱・大関陣に勝てず、13日目に栃煌山に負けて2場所連続負け越しが決まった。14日目と千秋楽に連勝して7勝8敗と場所を終えた。7月場所は10日目に5勝5敗と星を五分にした際「あとは食べて寝るだけ」と話し、千秋楽に3場所ぶりとなる勝ち越しを決めた。
西前頭筆頭で臨んだ9月場所では序盤から調子が上がらず、3勝12敗と大きく負け越した。
西前頭8枚目で迎えた九州場所では中日まで2勝5敗と苦戦したものの、その後8連勝とし5場所ぶりに2桁勝利を挙げた。

#### 2015年
2015年3月場所では初日に豊ノ島に破れた後は4連勝と好調だったが、5日目の松鳳山との一番に突き落としで勝利した際、左膝半月板損傷・前十字靱帯損傷の重傷を負い休場を余儀なくされた。また、対戦相手の松鳳山も初日から13連敗するなど1勝14敗と振るわず、この場所限りで十両に転落となった。この怪我以降、遠藤は15分で四股を100回踏めたのが、インターバルを含めて30分かけなければできなくなった。
この怪我で全治2か月と診断され、春巡業を全休。一時は手術も検討されたものの最終的には手術を回避し、夏場所にも出場する意向を示した。
初めて大銀杏を結っての土俵となった2015年5月場所では、序盤は初日から6連敗するなど怪我の影響が見られたものの、7日目の荒鷲との一番に勝利してからは星を盛り返し、この場所を6勝9敗で取り終え幕内残留を決めた。3月場所に負った怪我の重さを考えれば大健闘であった。
10月、和歌山巡業で報道陣に色紙を渡され「三役を目指したい」とさらりと書いた。9月ごろには膝の調子は本人いわく「80%」程度であったが、誕生日の前に巡業で膝を悪化させてしまった。「もう、遠藤は終わった」という周囲の声もあったが、それに耳を貸さず、四股やすり足で昔の感覚を取り戻すために必死になった。

#### 2016年
2016年1月場所は、前場所で怪我の影響により4勝11敗と大きく負け越したため東前頭11枚目の低位置で迎えたが、満身創痍の状態で相撲を取ることは難しく、結局右足首の捻挫で途中休場。再出場しなかったためこの場所は1勝止まりとなり、3月場所では十両へ転落した。3月場所は十両で11勝を挙げ、一場所で返り入幕を果たした。しかし依然として稽古もままならない状況であり、せめてもの努力として増量に励んだ。普通のちゃんこに加えて夜食に焼肉を食べて、体重を154㎏にまで増やした。さらにケアとリハビリのために宴席などの付き合いをほとんど断って治療に時間を割き、巡業中もスマートフォンで宿舎近くのトレーニングジムを探してトレーニングに励んだ。5月場所は好調で、千秋楽で豪風に勝てば敢闘賞を受賞という一番だったがこれに敗れたものの、それでも11勝を挙げて復活をアピールした。7月場所は膝の状態が思わしくなく、初日から9連敗。最終的に3勝に留まった。場所後、けがの状態の悪さから3人の担当医師が揃って夏巡業の参加を反対したが、本人の意向によりフル参加。夏巡業などで鍛えられたのか、平幕下位の東前頭14枚目まで番付を落とした9月場所では好成績で自己最速となる9日目での勝ち越しを記録。14日目まで優勝争いに加わり、13勝2敗の優勝次点で自身初の技能賞を獲得した。千秋楽の取組を終えた支度部屋では「三つの中でいちばんとってみたかった。自分の技能が評価されるのはすごくうれしい」と話していた。2016年11月場所は2015年1月場所以来となる上位総当たりの場所であった。場所6日目に横綱・白鵬を寄り切りで倒し、自身2個目となる金星を獲得した。この場所では他にも3大関に勝利したことから殊勲賞の候補となり、千秋楽に勝てば受賞と決まっていたが、千秋楽に玉鷲との取組に敗れて7勝8敗と負け越し、受賞できなかった。

#### 2017年

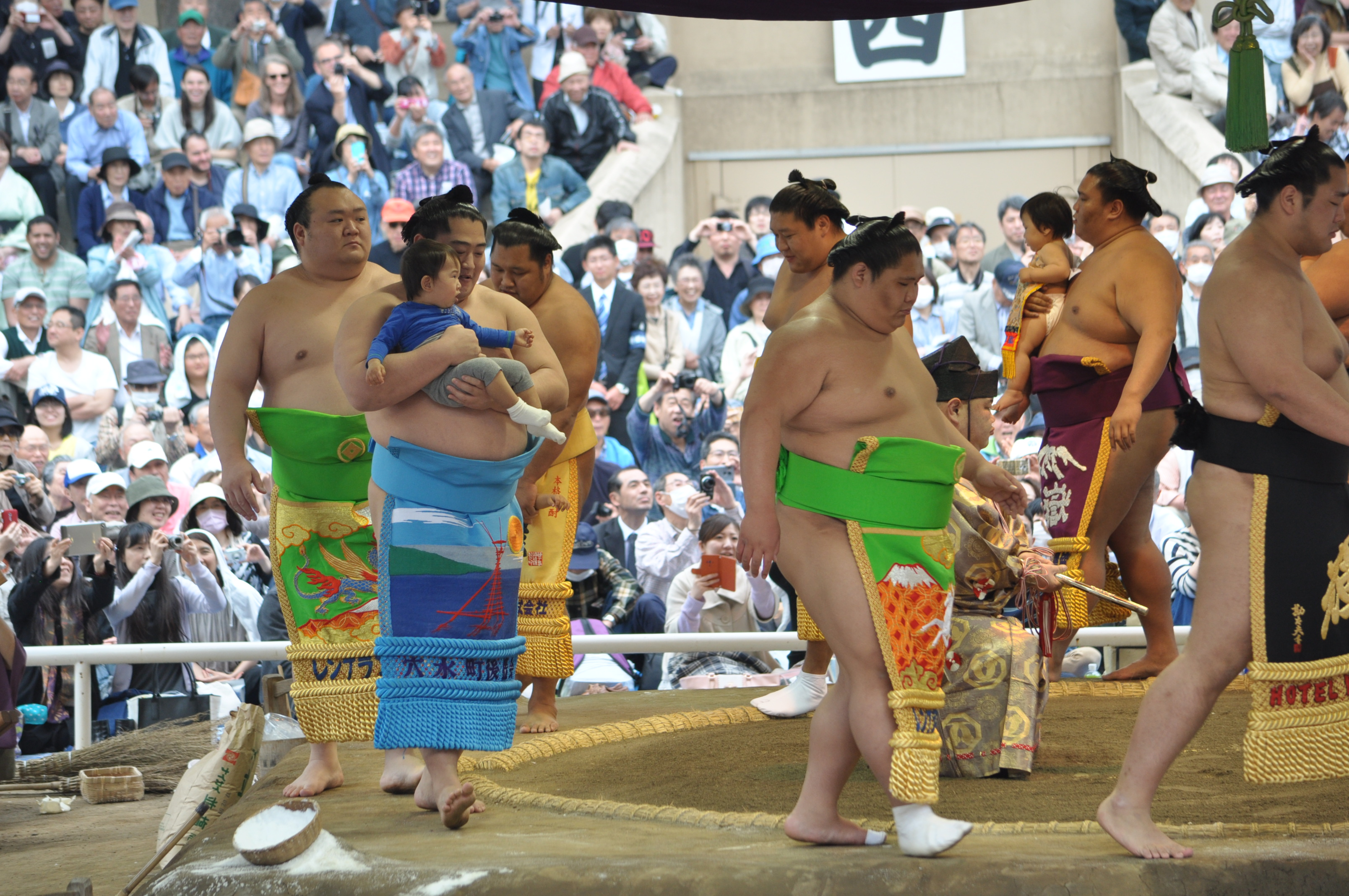
靖国神社奉納大相撲 土俵入りする遠藤関（2017年4月17日撮影）

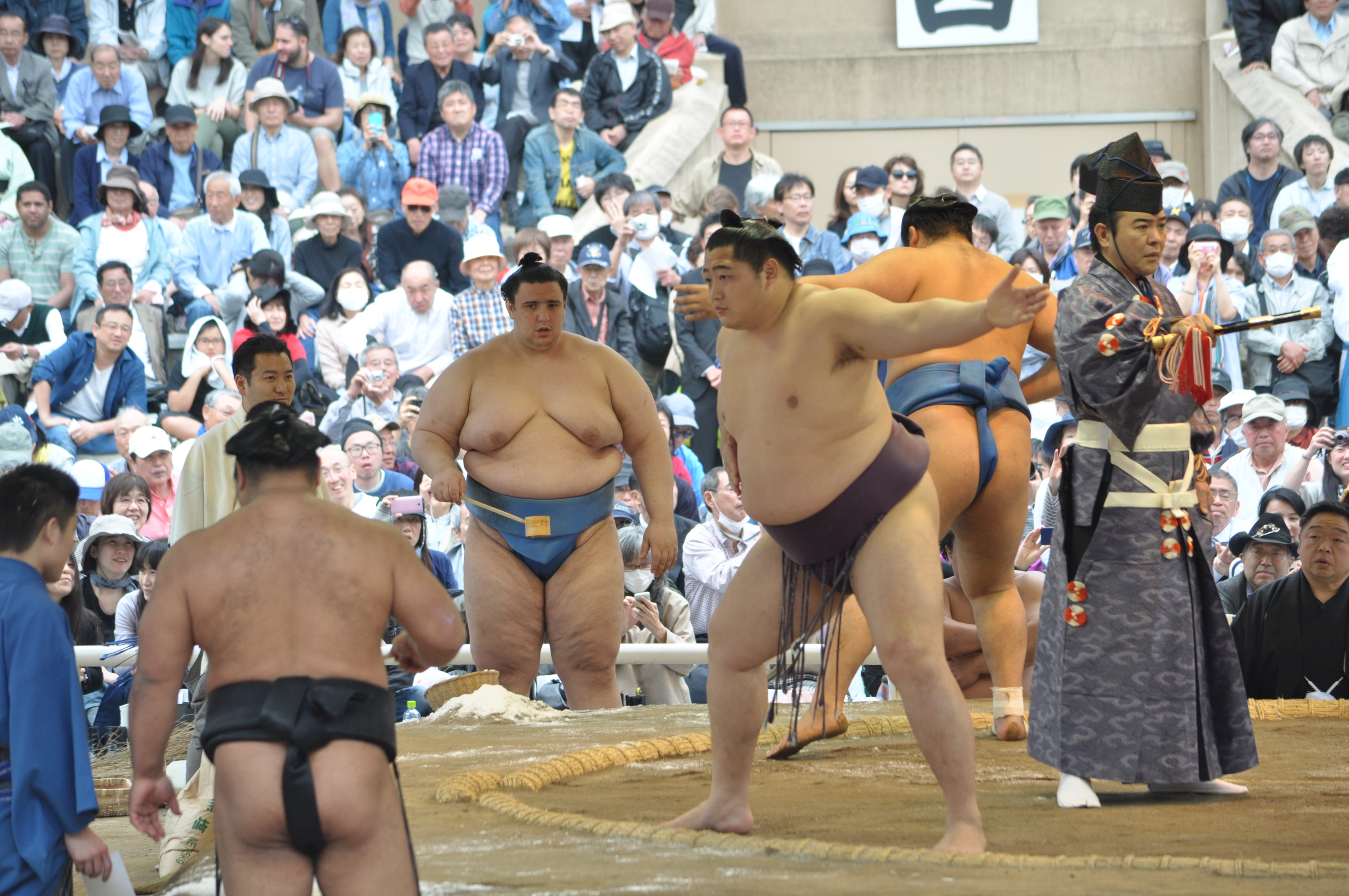
靖国神社奉納大相撲での遠藤関 相手は千代の国関（2017年4月17日撮影）

2017年1月場所も7勝8敗と負け越したが、3月場所は8勝7敗と勝ち越し。3場所ぶりの勝ち越しについて遠藤は「別に。特に。（勝ち越しの要因を聞かれても）何でしょうね」とコメント。5月場所は西前頭筆頭で、稀勢の里 を破る金星もあったものの、6勝9敗と負け越し。千秋楽の取組を終えた遠藤は「負け越しても、応援してくれる人の期待に少しでも応えられてよかったです。今場所は、最後まで取り切れたのだけがよかったのかなと思います。反省?負けたことじゃないですか」と記者に話した。7月場所は5日目から左足関節じん帯損傷（足関節内骨軟骨遊離体あり）、2カ月の見込みで通院治療を要す」との診断書を日本相撲協会へ提出し、休場。直後の夏巡業は全休。7月下旬には左足首の2箇所を内視鏡で手術、遊離軟骨を除去した。予てより嫌っていた手術に踏み切った形となった。9月場所の出場すらも危ぶまれていたが、この場所は10勝5敗と7場所ぶりの幕内二桁勝利。11月場所は11日目に勝ち越しを決めるなど比較的好調。この11月場所では14日目に結びの一番で相撲を取り、翌日の千秋楽では初っ口（中入り後最初の取組）で相撲を取るという珍事があった。この場所は9勝6敗の成績を残した。

#### 2018年
1月場所は鶴竜を破る金星を挙げて9勝6敗、3月場所は4度目の前頭筆頭の地位で2大関を破る活躍を見せ9勝6敗で2回目の技能賞を受賞し、3場所連続9勝6敗で5月場所の新三役が濃厚となる。4月8日の春巡業静岡場所では、自身の経験から遠藤のことを見込んだ髙安に三番稽古で胸を出してもらい、10番中1勝している。5月場所では小結に昇進し、新三役となった。
新三役で迎えた5月場所は3日目に大関・豪栄道を破り、5日目まで3勝2敗。しかし、6日目の御嶽海戦で負傷し、右上腕二頭筋遠位部分断裂のため7日目より休場した。10日目より再出場するも白星を挙げられず、3勝10敗2休に終わった。東前頭6枚目まで番付を下げた7月場所は中日までに7勝1敗と好調だったが、上位力士や好調力士との割が増えた後半戦は急失速し、8勝7敗と1つの勝ち越しに留まった。

#### 2019年
1月場所は6日目まで3勝3敗と一進一退であったが、7日目から6連勝して11日目に勝ち越しを確定させた。最終的にこの場所は10勝5敗で終えている。3月場所は番付運に恵まれて8枚上昇の西前頭筆頭の地位で土俵に挙がることになった。場所前の2月、穴水町内で激励会が開かれた。
9月場所は西小結で8勝7敗となり続く11月場所での関脇昇進の可能性が生まれたが、11月場所は大関から栃ノ心が関脇に落ちて御嶽海が関脇を維持した関係で番付据え置き。11月場所は千秋楽に勝てば再び関脇昇進のチャンスとなったが、敗れて7勝8敗と負け越した。12月11日の冬巡業佐賀場所の朝稽古ではインフルエンザで途中休場する力士が多い中、この日関取衆最多の9番を取り6勝3敗。
10月11日、5月に一般女性と結婚したことを公表した。この結婚の影響で女性ファンが随分と離れ、関連グッズの売上も下がったと伝わる。
11月場所12日目の白鵬がかち上げにより遠藤を流血させて白星を獲得した一番は物議を醸し、11月場所後の横綱審議委員会で矢野弘典委員長が「横綱の振る舞いとして見苦しい、と（委員の）ほとんど全員から意見が出た」と明らかにする事態となった。

#### 2020年
1月場所初日の鶴竜戦、2日目の白鵬戦で共に金星を獲得。2日連続での金星獲得は自身初で、新年最初の2番で連続金星を挙げるのは戦後初の記録。白鵬戦ではかち上げを読んで立合いわずかに左に動いて機先を削ぐ動きが見られ、かち上げ対策が功を奏した結果となった。この場所の成績は9勝6敗で、2横綱1大関を破ったことからこの場所は殊勲賞を受賞。
2月9日の第44回日本大相撲トーナメントは協会に「右変形性肘関節症」との診断書を提出して休場した。師匠は「四股くらいなら来週、再来週からできるんじゃないか。どうなるかまだ分からない」と話した。29日、痛めた右肘の順調な回復が伝えられた。
3月場所では右肘の手術の後遺症を感じさせない相撲が見られた。しかし結局は7勝8敗の負け越しに終わり翌場所は小結から陥落した。
7月場所は初日鶴竜に勝利し、通算7個目の金星を獲得。その後は上位陣に敗れ、中日の時点で2勝6敗であったが、後半盛り返し、東前頭筆頭で8勝7敗と勝ち越し、翌場所は三役復帰となった。
9月場所は6日目から6連敗、11日目で3勝8敗と負け越し。右膝前十字靱帯損傷後関節症のため、12日目から休場となった。
11月場所は自身初となる初日からの4連勝を記録するなど序盤は好調で、千秋楽に勝ち越して8勝7敗。同月、長男が誕生。

#### 2021年
3月場所は、場所前に肉離れを起こした左脹脛が9日目の琴ノ若戦で悪化し、10日目から休場。前頭8枚目の地位で復帰した5月場所はこの場所の平幕で一番乗りとなる10日目での勝ち越し。10日目での勝ち越しは2016年9月場所以来。NHKのインタビューで、10日目以内での勝ち越しがいつ以来か問われると「興味ないです」と回答。14日目には1敗で優勝争いトップの大関・照ノ富士を土俵際で物言いになりながらも下手投げで破って千秋楽に望みを繋いだ。千秋楽は正代に敗れて11勝4敗と優勝争いから脱落したが、優勝次点の成績となった。この場所、優勝決定戦に進出した照ノ富士と貴景勝の両大関を破った星が評価されて自身4度目の技能賞を獲得した。9月場所は14日目に4敗目を喫するまで優勝争いに加わり、最終的に11勝4敗で場所を終えた。

#### 2023年
3月場所は10日目に勝ち越しを決め、この時点では2敗で優勝戦線に残った。だが残りを1勝5敗と終盤大きく失速し、9勝6敗で終わる。5月場所は初日から6連敗で、協会に「両膝関節捻挫で3週間の安静加療要す」との診断書を提出し、7日目から休場。7月場所は2016年5月場所の再入幕以来の最低地位を更新する東前頭16枚目の地位で土俵に上がり、負け越せば十両陥落も十分見える状況となったが10日目に勝ち越しを確定させるなど好調で、10勝5敗と2021年9月場所以来となる幕内での2桁白星。

#### 2024年
東前頭16枚目の地位で土俵に上がった3月場所は、10日目に負け越しを喫するなど不調で、11日目に9敗目を喫したことでこの時点で幕内残留が厳しくなった。結局この場所は5勝10敗に終わり、47場所連続で守り抜いた幕内の地位を手放すことが確定的となった。千秋楽の取組後、本人は現役引退せずに十両から再起する方針を示した。その翌場所は中日勝ち越しを決める好調さを見せ、能登の被災地を思う気持ちを見せた。もっとも2024年7月場所前のはなわとの対談では、被災地に希望を与えるという動機付けは自分にはないとの姿勢を示している。10日目まで連勝するも11日目には幕内優勝経験のある若隆景に肩透かしで敗れ、連勝が止まった。その翌日は同じ石川出身の輝戦が組まれ、立ち合い左に変化すると輝がもろくも崩れるという形となり負けは引きずらなかったもののその翌日に新十両の阿武剋に浴びせ倒しで負け2敗目。遂に若隆景に単独首位の座を渡す形となるも、14日目には志摩ノ海を寄り切り12勝でついていき優勝の望みを繋ぐも、千秋楽で若隆景が14勝目で優勝決定、遠藤自身は紫雷に上手出し投げで下され、12勝止まりで場所を終わった。それでも場所全体的には大勝ちしたため、7月場所は1場所で幕内に復帰した。しかし、右膝のあらゆる箇所を痛めた影響で、6月19日付の診断書で「右膝前十字靱帯（じんたい）損傷、内側側副靱帯損傷、内側半月板損傷、外側半月板損傷、変形性膝関節症」で「7月10日に手術予定のため、今後2カ月間の入院加療を要する」とされ、診断書の通り7月10日に手術を受けた。それで7月場所は全休となり、十両への陥落が濃厚となっている。

## 取り口
子供の頃は突き押しを得意としていたが、大学に入学してから四つになることが段々多くなった。柔軟な下半身と相撲の基礎に支えられた四つ相撲を得意とする。重心の低さや、当たりの角度、上手の位置が絶妙であると評されている。土俵際での器用な足さばきで逆転を狙う技術もある。若手時代は下半身が強かった。一般に変化しない真っ向勝負の力士として角界内部・角界OBに認知されている。大兵相手には下からの攻めが冴える。
一方パワーや身体の丈夫さ、持久力に欠けるなどのフィジカル面の問題、積極性に欠ける受け身の相撲は長年の課題であり、廻しが取れないと苦戦を強いられる傾向があり、強い立合いの当たりを受けると多くの場合は一気に土俵外へ出される
柔軟性に頼った受けの相撲を取るため2015年から右足を中心として足腰のけがに悩まされるようになったが、2016年の後半あたりから足腰の状態が良くなった時期があった。2019年頃になると、突き押し力士に対して叩きで上手く対抗することができるようになり（2019年1月場所9日目の阿武咲戦など）、勝負勘の良さで評価されるようにもなった。
膝の状態は悪く、2023年11月場所で平幕中位で5勝10敗の2桁黒星を喫した際は武蔵川に心配された。

## エピソード

### 相撲関連
- 大相撲八百長問題から日が浅かった時期には本場所の席が半分も埋まらない人気低迷に悩まされた大相撲であったが、遠藤は大相撲をその人気低迷から脱出させてくれた功労者と言える[99]。
- 金沢巡業では同じ石川県鳳珠郡出身の丹蔵（こちらは能登町）と共に人気を集める存在である[100]。
- 2014年1月場所13日目にこの場所の10勝目を挙げたことで初土俵から6場所目に初めての幕内2ケタ白星の記録を達成した。年6場所制では35年ぶり3人目の最速タイ記録である[101]。
- 2014年1月場所では優勝した横綱・白鵬の旗持ちで初めてオープンカーに乗っている。旗持ちになった理由は白鵬と遠藤の所属部屋が伊勢ヶ濱一門の所属だったためである[102]。
- 2014年3月場所8日目、東前頭11枚目の地位で初日から7連勝中だった大砂嵐と対戦[103]。
- 2014年6月29日放送分の『情熱大陸』では、2012年の全国学生相撲選手権大会の前に部員一同でパーマをかけたことを当時の監督に見咎められ、揃って坊主頭にされたことを明かしている。
- 巡業でも休む間が無いほど出番が多く、ファンサービスに追われて体調を崩したこともある[104]。
- 小学生時代に通った「穴水少年相撲教室」は一時存続が危ぶまれていたといい、創設された1970年代前半には30人の門下生を抱えていたものの遠藤が在籍していた2000年前後には3人まで減少していたこともある。それでも出身者の遠藤が絶大な人気を集めたことで2014年の春には3人の入門者に恵まれた。一度に3人も入門するのは、十数年ぶりだという[105]。
- 2015年9月場所6日目、対前頭8枚目豪風戦勝利のおり、解説の北の富士が遠藤の四股名について「三役昇進を果たした際には（当時一部報道で襲名も噂されていた）追手風部屋ゆかりの『清水川（元大関）』という素晴らしい四股名をぜひ名乗ってもらいたいね」と願望した。
- 左膝を慢性的に故障しているが、サポーターなどは一切巻かない。これについて本人は「最初はバンテージみたいなものをつけていたんですが、まあ、意味がないんです。気休めにしか感じなかったんですね。正直、邪魔でした。テーピングすることによってできないことができるようになるわけじゃないし」と語っている[7]。膝の具合に関しても、記者から「膝の手術をすれば良かったと思ったことはないのか」と聞かれると「好きで怪我しているわけではないので…自分から体にメスを入れることを許したくない」と言い切った。ただし、引退したら手術するつもりであるという[3]。
- 2015年2月2日に行われた相撲協会の健康診断で握力を測定したところ、記録は60kg。[106]。
- 2017年7月場所終了後の記事によると、出待ち対策のために場所入りの際は通常とは異なる場所から出入りしている[107]。
- 2018年5月26日付で、年寄名跡「北陣」を継承（取得）した[108]。
- 2018年11月場所直前にKITTE博多で行われたトークショーでは、本名四股名で取り続けることについて「今は大人の事情」と見解を示した[109]。2024年7月場所前のはなわとの対談では、改名するタイミングを逃したためと説明している[110]。
- 2020年7月場所初日の鶴竜戦の金星（勝負結果は鶴竜の腰砕け）は令和2年7月豪雨の被害に遭った日大時代の同級生と「元気を届けられるような相撲を取る」と約束した上で獲得したものであった[111]。
- 2020年末に日本相撲協会公式YouTubeチャンネルが公開した動画の企画で握力測定をしたところ、右手で76㎏を記録した。この日の時点では自己ベスト[112]。
- 2021年5月場所11日目、土俵下で控えていた際に一時的に足を投げ出したことから、北の富士から作法面、安全面で苦言を呈された[113]。
- 2021年5月場所13日目、大関貴景勝を突き落としで破ったあと、NHKのインタビュールームで「相手が大関とかじゃなく、きょうはちょっとどうしても勝ちたかったので勝てて良かった」「分かる人には分かるので本当に勝てて良かった」と話した。その日は長く付け人を務めていた兄弟子の大翔龍が最後の取組をしており、遠藤のそばでその言葉を聞いて涙していたという[114][115]。
- 自己最高位である小結には2022年11月場所現在までに通算で5場所務めているが、全て西方であり、東方の小結を務めた経験は無い。

### 懸賞金・タニマチ関連
- 2013年11月、マダムシンコから化粧廻しを贈られた[116][117]。
- 2013年12月25日、「永谷園」のお茶漬けのCMを収録した。遠藤は猫舌であったがそれでもOKが出るまでお茶漬けを30杯食べたと言い、これについて「水っ腹になった」と感想を述べている[118]。
- 2014年1月場所8日目の大砂嵐戦では14本の懸賞が設定された[119]。平幕同士としては約2年ぶりで異例の本数が集まった（取組は突き落としで大砂嵐の勝ち）[119]。
  - 同場所11日目の臥牙丸戦を勝って受けた懸賞金を以て懸賞金の総獲得数104本を記録した。入幕3場所目にして懸賞金の獲得数が100本を超えた記録は若乃花・貴乃花兄弟の新入幕から所要5場所の記録を上回る[120]。
- 2013年12月15日、日立建機から同社が誇る双腕作業機「ASTACO」がデザインのモチーフとなる化粧回しを贈呈される。遠藤の故郷・石川県穴水町には日立建機の協力会社があり、遠藤の父親も勤務している縁から[121][122]、その直後の2014年1月場所、遠藤は自身初の指定懸賞として日立建機から毎場所1本設定されるようになった[123]。
- 2014年3月場所、初日から千秋楽まで毎日4社から指定懸賞が設定された。この場所の指定懸賞の設定元は遠藤が最多となり、設定元の数では白鵬（2社）を凌いだ[123]。同年7月場所には指定懸賞5社、総本数200本近くがかけられる予定である[124]。

### 趣味・嗜好
- 好物は焼肉・チョコレート、サバ、アジ、ゴリの佃煮[1]、このわた[1]、お茶漬け[109][116][125]。サバやアジは毎年11月場所で福岡入りして食べるのを楽しみにしているという[109]。
- 幼少期は父に連れられてのドライブが好きだった。
- シンボルカラーはピンク。父の勤務先で特注したピンク色の建機が穴水町内で公開されたことがある[126]。

### 信条
- 自ら「完璧主義者」と称する性格から、負けてイライラするといけないという理由でゲーム類や将棋などは行わないという[127]。
- 子供の頃から初詣に行ったこともないほど験を担ぐことには縁がないが、2016年3月場所前にはお祓いをしてもらった[3]。

### その他
2014年のバレンタインデーの朝には女性ファンから段ボール箱5個分のチョコレートが送られたという。また、甘党であり、マダムシンコから化粧廻しを受けた縁でバウムクーヘンをもらってよく食べると語っている。
- 自身の1年間を表す漢字は2013年が「縁」、2014年が「忙」、2015年が「辛」、2016年が「痛」[129]。
- 2019年5月に一般女性と結婚[130]。
- 2021年9月場所中の報道によると、穴水町に住む80歳（当時）の漁師の祖父と、お互い体に痛みを抱えている者同士LINEで励まし合うという。祖父は2021年を最後に漁を引退する気持ちへ傾いているが、遠藤の奮闘に判断が揺らいでいる模様[131]。
- 元武蔵丸の武蔵川親方は、怪我のことなど余計な事をペラペラ話さない黙々と淡々とした性格から、遠藤のことを好きな力士と公言している[132]。
- 出身高校の法人である学校法人金沢学院大学の金沢学院大学の学園長を務める飛田秀一とは面識があり、2024年5月場所で十両に陥落することが確定した際も遠藤は北國新聞社を訪れて飛田と懇談し、引退せずに十両の土俵に上がることを誓った[133]。
- 2024年7月場所前のはなわとの対談によると、好きな歌手は花村想太、好きな女優はキム・ジウォン、好物は永谷園のお茶漬け、トンカツ、うなぎ[134][79]。

## 年表
- 2013年3月場所 - 初土俵（幕下付け出し）
- 2013年7月場所 - 新十両
- 2013年9月場所 - 新入幕
- 2018年5月場所 - 新小結

## 合い口
いずれも2025年5月場所終了現在
- 横綱・豊昇龍には3勝5敗（不戦敗1含む）。豊昇龍の大関昇進後は対戦なし。
- 横綱・大の里には1敗。大の里の大関昇進後は対戦なし。
- 大関・琴櫻には4勝3敗。琴櫻の大関昇進後は対戦なし。
- 元大関・正代には10勝11敗。正代の大関在位中は3勝5敗。
- 元大関・髙安には10勝17敗。髙安の大関在位中は1勝4敗。
- 元大関・朝乃山には7勝6敗。朝乃山の大関在位中は1勝2敗。
- 元大関・御嶽海には8勝18敗（うち不戦敗1）。御嶽海の大関在位中は1勝1敗。
- 元大関・霧島には3勝4敗。

（以下は引退力士）
- 元横綱・白鵬には2勝14敗。
- 元横綱・日馬富士には7敗。
- 元横綱・鶴竜には4勝13敗。鶴竜の横綱昇進後は4勝12敗。
- 元横綱・稀勢の里には3勝5敗。稀勢の里の横綱昇進後は1勝1敗。
- 横綱・照ノ富士には5勝10敗。照ノ富士の横綱昇進後は5敗。
- 元大関・琴欧洲には2勝。いずれも琴欧洲の大関陥落後の対戦成績である。
- 元大関・豪栄道には9勝6敗。豪栄道の大関昇進後は9勝5敗。
- 元大関・琴奨菊には5勝7敗。琴奨菊の大関在位中は2勝4敗。
- 元大関・栃ノ心には10勝9敗（不戦敗1含む）。栃ノ心の大関在位中は2勝1敗。
- 元大関・貴景勝には5勝11敗（不戦敗1含む）。貴景勝の大関在位中は4勝10敗。(不戦敗1含む)。

### 幕内対戦成績
| 力士名     | 勝数 | 負数 | 力士名   | 勝数 | 負数  | 力士名   | 勝数 | 負数 | 力士名   | 勝数  | 負数  |
| ---------- | ---- | ---- | -------- | ---- | ----- | -------- | ---- | ---- | -------- | ----- | ----- |
| 碧山       | 8    | 12   | 安青錦   | 0    | 1     | 朝紅龍   | 2    | 0    | 朝赤龍   | 1     | 0     |
| 朝乃山     | 7    | 5    | 旭日松   | 1    | 0     | 東龍     | 1    | 0    | 熱海富士 | 4     | 0     |
| 阿炎       | 3    | 13   | 天風     | 0    | 1     | 安美錦   | 1    | 3    | 阿夢露   | 3     | 2     |
| 荒鷲       | 7    | 1    | 勢       | 3    | 9     | 石浦     | 1(1) | 0    | 逸ノ城   | 5     | 11(1) |
| 一山本     | 6    | 1    | 宇良     | 3    | 4     | 炎鵬     | 1    | 1    | 欧勝馬   | 3     | 0     |
| 阿武剋     | 0    | 1    | 阿武咲   | 8    | 7     | 王鵬     | 2    | 1    | 大砂嵐   | 4     | 4     |
| 大の里     | 0    | 1    | 隠岐の海 | 13   | 10    | 魁聖     | 12   | 7(1) | 臥牙丸   | 1     | 5     |
| 鏡桜       | 1    | 0    | 輝       | 12   | 8(1)  | 鶴竜     | 4    | 13   | 稀勢の里 | 3     | 5     |
| 北太樹     | 4    | 1    | 北の若   | 2    | 0     | 旭秀鵬   | 3    | 3    | 旭大星   | 1     | 0     |
| 旭天鵬     | 4    | 1    | 霧馬山   | 3    | 4     | 金峰山   | 2    | 4    | 豪栄道   | 9     | 6     |
| 豪ノ山     | 3    | 1    | 琴恵光   | 4    | 2     | 琴欧洲   | 2    | 0    | 琴ノ若   | 4     | 3     |
| 琴奨菊     | 5    | 7    | 琴勝峰   | 5    | 3     | 琴勇輝   | 4    | 4    | 佐田の海 | 11    | 8     |
| 佐田の富士 | 3    | 3    | 里山     | 1    | 1     | 獅司     | 1    | 1    | 志摩ノ海 | 7(1)  | 0     |
| 常幸龍     | 2    | 3    | 正代     | 10   | 11    | 翔天狼   | 0    | 1    | 湘南乃海 | 5     | 5     |
| 松鳳山     | 6    | 4(1) | 青狼     | 1    | 1     | 蒼国来   | 2    | 0    | 貴景勝   | 5     | 11(1) |
| 貴ノ岩     | 4    | 4    | 隆の勝   | 5    | 7     | 髙安     | 9    | 18   | 宝富士   | 17    | 16(1) |
| 豪風       | 4    | 6    | 尊富士   | 0    | 2     | 玉正鳳   | 1    | 0    | 玉鷲     | 17    | 20    |
| 美ノ海     | 1    | 4    | 千代鳳   | 5    | 3     | 千代翔馬 | 8    | 7    | 千代大龍 | 11(1) | 9     |
| 千代の国   | 5    | 5    | 千代丸   | 6    | 1     | 照強     | 4    | 0    | 照ノ富士 | 5     | 10    |
| 東白龍     | 1    | 0    | 時疾風   | 0    | 1     | 德勝龍   | 11   | 0    | 栃煌山   | 3     | 7     |
| 栃大海     | 1    | 0    | 栃ノ心   | 10   | 9(1)  | 栃乃若   | 2    | 1    | 友風     | 2     | 1     |
| 豊ノ島     | 3    | 5    | 豊響     | 4    | 3     | 錦木     | 9    | 2    | 錦富士   | 5     | 4     |
| 伯桜鵬     | 0    | 3    | 白鵬     | 2    | 14    | 日馬富士 | 0    | 7    | 英乃海   | 3     | 0     |
| 平戸海     | 3    | 4    | 富士東   | 1    | 1     | 武将山   | 2    | 0    | 豊昇龍   | 3     | 5(1)  |
| 豊真将     | 0    | 1    | 北青鵬   | 0    | 2     | 北勝富士 | 12   | 13   | 誉富士   | 3     | 2     |
| 舛ノ山     | 1    | 0    | 御嶽海   | 8    | 18(1) | 翠富士   | 3    | 7    | 妙義龍   | 11    | 12    |
| 明生       | 11   | 4(1) | 矢後     | 1    | 0     | 豊山     | 6    | 3    | 嘉風     | 8     | 5     |
| 竜電       | 9    | 4    | 狼雅     | 2    | 3     | 若隆景   | 0    | 6    | 若元春   | 1     | 6     |

## 主な成績
2025年5月場所終了現在

### 通算成績
- 通算成績：527勝494敗73休（74場所）
- 幕内成績：480勝482敗73休（69場所）

### 三賞・金星
- 三賞：6回
  - 殊勲賞：1回（2020年1月場所）
  - 敢闘賞：1回（2014年1月場所）
  - 技能賞：4回（2016年9月場所、2018年3月場所、2019年7月場所、2021年5月場所）
- 金星：7個
  - 白鵬：2個（2016年11月場所、2020年1月場所）
  - 鶴竜：4個（2014年5月場所、2018年1月場所、2020年1月場所、2020年7月場所）
  - 稀勢の里：1個（2017年5月場所）

### 各段優勝
- 十両優勝：1回（2013年7月場所）

### 場所別成績
| | 一月場所 初場所（東京） | 三月場所 春場所（大阪） | 五月場所 夏場所（東京） | 七月場所 名古屋場所（愛知） | 九月場所 秋場所（東京） | 十一月場所 九州場所（福岡） |
| --- | ----------------------- | ----------------------- | ----------------------- | --------------------------- | ----------------------- | --------------------------- |
| 2013年 （平成25年） | x                       | 幕下付出10枚目 5–2      | 東幕下3枚目 5–2         | 西十両13枚目 優勝 14–1      | 東前頭13枚目 9–5–1      | 西前頭7枚目 6–9             |
| 2014年 （平成26年） | 西前頭10枚目 11–4 敢    | 東前頭筆頭 6–9          | 東前頭4枚目 7–8 ★       | 西前頭5枚目 8–7             | 西前頭筆頭 3–12         | 西前頭8枚目 10–5            |
| 2015年 （平成27年） | 東前頭3枚目 6–9         | 西前頭5枚目 4–2–9       | 西前頭9枚目 6–9         | 東前頭12枚目 10–5           | 東前頭7枚目 8–7         | 西前頭4枚目 4–11            |
| 2016年 （平成28年） | 東前頭11枚目 1–6–8      | 東十両6枚目 11–4        | 西前頭15枚目 11–4       | 西前頭6枚目 3–12            | 東前頭14枚目 13–2 技    | 東前頭3枚目 7–8 ★           |
| 2017年 （平成29年） | 西前頭4枚目 7–8         | 東前頭5枚目 8–7         | 西前頭筆頭 6–9 ★        | 西前頭3枚目 2–3–10          | 東前頭14枚目 10–5       | 東前頭9枚目 9–6             |
| 2018年 （平成30年） | 西前頭5枚目 9–6 ★       | 東前頭筆頭 9–6 技       | 西小結 3–10–2           | 東前頭6枚目 8–7             | 西前頭3枚目 3–12        | 西前頭12枚目 9–6            |
| 2019年 （平成31年 /令和元年） | 西前頭9枚目 10–5        | 西前頭筆頭 7–8          | 東前頭2枚目 7–8         | 西前頭2枚目 10–5 技         | 西小結 8–7              | 西小結 7–8                  |
| 2020年 （令和2年） | 東前頭筆頭 9–6 殊★      | 西小結 7–8              | 感染症拡大 により中止   | 東前頭筆頭 8–7 ★            | 西小結 3–9–3            | 西前頭7枚目 8–7             |
| 2021年 （令和3年） | 東前頭5枚目 7–8         | 東前頭5枚目 5–5–5       | 西前頭8枚目 11–4 技     | 東前頭筆頭 1–4–10           | 東前頭11枚目 11–4       | 西前頭4枚目 8–7             |
| 2022年 （令和4年） | 西前頭3枚目 7–8         | 西前頭4枚目 8–7         | 東前頭4枚目 7–8         | 東前頭5枚目 3–10–2          | 西前頭6枚目 7–8         | 東前頭7枚目 6–9             |
| 2023年 （令和5年） | 西前頭9枚目 9–6         | 東前頭6枚目 9–6         | 西前頭2枚目 0–7–8       | 東前頭16枚目 10–5           | 西前頭10枚目 9–6        | 東前頭8枚目 5–10            |
| 2024年 （令和6年） | 西前頭13枚目 5–10       | 東前頭16枚目 5–10       | 東十両3枚目 12–3        | 西前頭14枚目 10–5           | 東前頭8枚目 8–7         | 東前頭7枚目 7–8             |
| 2025年 （令和7年） | 東前頭7枚目 6–9         | 西前頭9枚目 7–8         | 東前頭11枚目 9–6        | 西前頭7枚目 休場 0–0–15     | x                       | x                           |
| 各欄の数字は、「勝ち-負け-休場」を示す。 優勝 引退 休場 十両 幕下 三賞：敢=敢闘賞、殊=殊勲賞、技=技能賞 その他：★=金星 番付階級：幕内 - 十両 - 幕下 - 三段目 - 序二段 - 序ノ口 幕内序列：横綱 - 大関 - 関脇 - 小結 - 前頭（「#数字」は各位内の序列） |                         |                         |                         |                             |                         |                             |

## 改名歴
- 遠藤 聖大（えんどう しょうた） 2013年3月場所 -

## メディア出演

### バラエティ番組
- さんまのSUPERからくりTV（2013年12月15日、TBS）
- 志村けんのだいじょうぶだぁ（2014年3月25日、フジテレビ）
- 徹子の部屋（2014年6月3日、テレビ朝日）

### ドキュメンタリー番組
- 情熱大陸（2014年6月29日、毎日放送）
- ザ・ノンフィクション（2017年2月5日、フジテレビ）
- 情熱大陸 緊急取材 能登半島地震から1か月『情熱大陸』が見つめた被災地の今（2024年2月4日、毎日放送）

### テレビドラマ
- 大河ドラマ べらぼう〜蔦重栄華乃夢噺〜 第23回（2025年6月15日、NHK） - 関取 役[135]

### CM
- 永谷園
  - お茶漬け海苔
    - 遠藤関ダッコちゃんプレゼントキャンペーンを行っていた。

  - 煮込みラーメン（パッケージに登場）
- 高橋書店
  - 「手帳は高橋」2015年版
- 財宝
  - ミネラルウォーター